# Ampulex dementor
Ampulex dementor (лат.) — вид паразитоидных тараканьих ос, родом из Таиланда, описанный в 2014 году Майклом Олом из музея естествознания в Берлине. Видовое название было выбрано посетителями музея в целях повышения осведомленности общественности о проблемах таксономии и описания биоразнообразия.

## Описание
Мандибулы A.dementor, а также большая часть его клипеуса, проторакса, мезоторакса и заднебоковой части окрашены в светло-красный цвет, в то время как брюшко и большая часть головы черные. Крылья имеют слегка желтоватый оттенок. Из примерно 170 видов в семействе Ampulicidae, A.dementro является самым крупным. Длина самок этого вида колеблется от 9,6 до 10,9 мм; длина самцов не охарактеризована.
Как и остальные тараканьи осы, этот вид нападает на тараканов и частично парализует их, вследствие чего он сохраняет способность к передвижению, однако не может двигаться самостоятельно. Тогда оса берет таракана за усики и ведет к своей норе, где она откладывает на его брюшко яйцо. После чего A.dementor заделывает свою норку и оставляет в ней парализованного таракана. Появившаяся личинка использует таракана в качестве пищи, после чего окукливается. Через некоторое время из норки выходит новая оса.

## Ареал

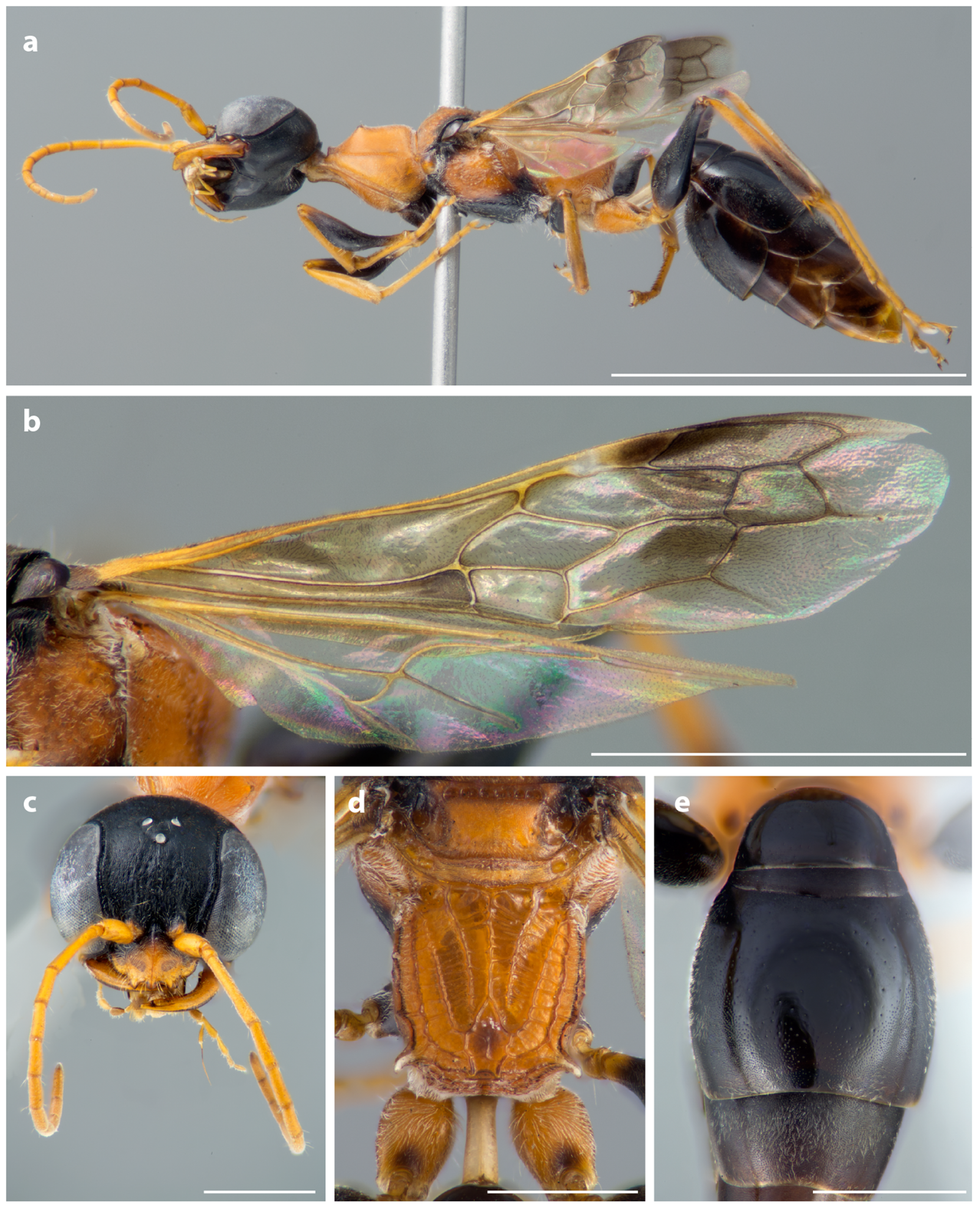
Ampulex dementor

Вид Ampulex dementor был обнаружен исследователями в Юго-Восточной Азии, в долине реки Меконг, самой большой на Индокитайском полуострове.

## Этимология
Во время описания вида посетителям музея естествознания было предложено выбрать между четырьмя названиями:
- Ampulex bicolor (латинское слово, означающее «два цвета», от bis = два) из-за отличительных цветов вида: чёрного и светло-красного
- Ampulex mon, в честь народа монов, живущих в Мьянме и Таиланде
- Ampulex dementor, ссылаясь на свое поведенческое сходство с дементорами, вымышленными существами из вселенной Гарри Поттера, которые высасывают душу из своей добычи, оставляя пустое тело без мыслей и эмоций
- Ampulex plagiator, так как вид копирует общий внешний вид и движения муравья (мирмекоморфия)

В ходе опроса посетителями был выбран третий вариант, и новый вид получил название Ampulex dementor.